# 小青龍加石膏湯
小青龍加石膏湯為辛溫解表劑，主治病在體表尚未痊癒時，肺脹所致之咳嗽或氣喘。此方為小青龍湯之變方。基本上仍屬體表與體內皆寒之症，且心下有水氣。但伴隨有煩躁之症狀。有煩躁現象代表挾有熱邪，所以加上石膏。

## 出處
《金匱要略》謂：「肺脹，咳而上氣，煩躁而喘，脈浮者，心下有水，小青龍加石膏湯主之。」

## 辨症要點
- 肺脹，即肺臟因內部空氣太多而膨脹。
- 上氣，即肺臟因脹䐽而難以再吸入空氣，因而導致吸氣困難。
- 煩躁：《金匱要略心典》謂，外邪內飲相搏，挾有熱邪，因而有煩躁之象；《 金匱要略論注 》中講《傷寒論》之「中寒」，得風脈，本主以青龍湯，故此亦主小青龍湯，但是有壅塞之象，此時氣必定有熱，因而煩躁。

- 脈浮：輕按脈膊即可感覺脈膊之跳動。

- 心下有水：小青龍湯所指之「心下」有兩種說法。第一種認為是指胃，因為一般《傷寒論》裡講到「心下」，多數指的是「胃」；第二種說法則認為這一條講的應該是「肺」。[2]

## 方劑組成(漢制)
麻黃、芍藥、乾薑、細辛、桂枝、炙甘草，以上各三兩，五味子、半夏各半斤，石膏二兩。

## 方義
《醫宗金鑑》中引李彣之言：「心下有水，麻黃、桂枝發汗，以泄水於外；半夏、乾薑、細辛溫中，以散水於內；芍藥、五味子收逆氣，以平肝；甘草益脾土，以制水；加石膏以去煩躁，兼能解肌、出汗也。」換句話說，當胃中有水氣時，用麻黃、桂枝來發汗，以便將積水排出體外，用半夏、乾薑、細辛溫暖腹部以利散去水氣。用芍藥、五味子收斂的功效抑平肝氣，用甘草健脾用來治水，加石膏去煩燥感，並能鬆弛肌，以助發汗。